# Gabriel Medeiros Galvão
Gabriel Pereira de Medeiros Galvão (Lagoa, Ilha de São Miguel, 17 de Outubro de 1907 - São Brás de Alportel, 13 de Abril de 1993) foi um médico e político português.

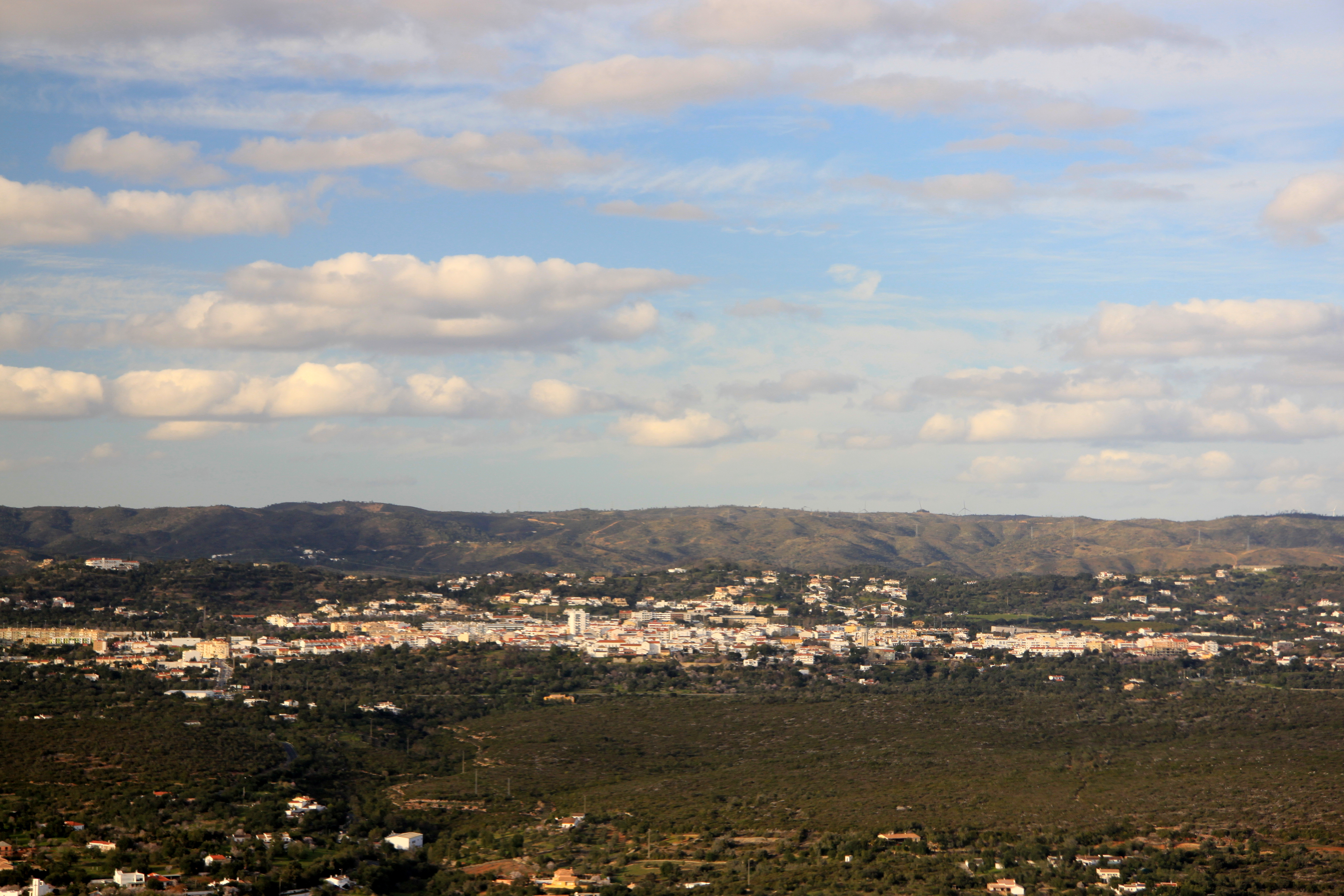
Vista de São Brás de Alportel.

## Biografia
Nasceu na cidade de Lagoa, na Ilha de São Miguel, em 17 de Outubro de 1910, filho de uma família burguesa.
Frequentou a Faculdade de Medicina de Coimbra durante dois anos, mas foi transferido para a Faculdade de Medicina de Lisboa por motivos familiares, onde concluiu o curso. Estagiou na Suíça e nos hospitais civis de Lisboa, onde assistiu às ineficazes medidas contra a tuberculose.
Iniciou a sua carreira no Sanatório Vasconcelos Porto, em São Brás de Alportel, onde alcançou um grande sucesso no tratamento contra a tuberculose. Chegou à posição de director no sanatório, tendo sido um dos responsáveis pela transformação daquele estabelecimento num centro hopitalar de Pneumotisiologia.  Acabou por ser infectado pela doença, tendo permanecido na Suíça cerca de um ano para se curar.
Também exerceu como médico municipal do concelho de São Brás de Alportel, e ocupou a posição de presidente na Comissão Concelhia da União Nacional de São Brás de Alportel (1936), na Comissão Distrital de Faro da União Nacional (1965) e na Comissão Consultiva Distrital de Faro da Acção Nacional Popular (1970). Foi deputado pelo círculo de Faro, na comissão de Trabalho e Previdência, Saúde e Assistência, durante a XI Legislatura (1973 - 1974).
Foi membro do American College of Chest Physicians.
Gabriel Pereira de Medeiros Galvão faleceu na vila de São Brás de Alportel, em 13 de Abril de 1993.

## Homenagens
Em sua honra, foi criada a Associação para a Recuperação de Acamados Dr. Gabriel P. Medeiros Galvão, que esteve sedeada no antigo sanatório de São Brás de Alportel. Também foi homenageado pela autarquia de São Brás de Alportel, que colocou o seu nome numa artéria, e descerrou um busto num largo da vila.